# Andreas Beitin
Andreas Beitin (* 1968 in Uetersen) ist ein deutscher Kunsthistoriker, Kurator und Direktor des Kunstmuseums Wolfsburg.

## Leben
Andreas Beitin absolvierte zunächst eine Ausbildung zum Gärtner. Nach einem einjährigen Arbeitsaufenthalt in Neuseeland und dem Zivildienst im Kreiskrankenhaus Uetersen absolvierte er eine Weiterbildung zum staatlich geprüften Gartenbautechniker in Münster. Anschließend holte er dort sein Abitur am Overberg-Kolleg nach und studierte an der Universität Münster Kunstgeschichte, Angewandte Kulturwissenschaften sowie Neuere und Neueste Geschichte. Seine Dissertation verfasste er zum Motiv des Schreis in der deutschen Malerei und Grafik des 20. Jahrhunderts.
Parallel zur Arbeit an der Dissertation arbeitete Andreas Beitin als Projektleiter für ein Düsseldorfer Art-Consulting-Unternehmen. Im Anschluss an die erfolgte Promotion begann er 2004 seine Tätigkeit zunächst als wissenschaftlicher Volontär am ZKM | Museum für Neue Kunst. Nach verschiedenen wissenschaftlichen und kuratorischen Positionen übernahm er 2010 als Leiter das Museum für Neue Kunst. Innerhalb von elf Jahren am ZKM wirkte er in kuratorischer / verantwortlicher Position an rund 80 Ausstellungen mit.
Im Februar 2016 wurde Beitin Direktor des Ludwig Forums für Internationale Kunst in Aachen. Ihn reizte an der neuen Aufgabe die „Herausforderung“ und Arbeit mit der renommierten Sammlung des Hauses. Beitin machte es sich zur Aufgabe, das „Ludwig Forum als ein lebendiges Haus weiterzuentwickeln“. Im Dezember 2018 gab er bekannt, dass er das Ludwig Forum 2019 verlassen und ab dem 1. April 2019 das Kunstmuseum Wolfsburg leiten werde.

## Gremien
Andreas Beitin wirkte bzw. wirkt in zahlreichen Kunstjurys und wissenschaftlichen Gremien mit. Hierzu zählen u. a. Fraunhofer-Gesellschaft, Karlsruher Institut für Technologie (KIT), RWE Stiftung für Energie und Gesellschaft, The Watermill Center, Volkswagenstiftung. Von 2013 bis 2018 war er Vorsitzender des Beirates für bildende Kunst am Goethe-Institut. Für die Jahre 2022 bis 2024 wurde er von Kulturstaatsministerin Monika Grütters in die Jury der Deutschen Akademie Rom Villa Massimo berufen.

## Lehre
2014–2015 lehrte Beitin als Lehrbeauftragter für Kunstgeschichte an der Staatlichen Akademie für Bildende Kunst Karlsruhe.

## Kuration
Beitin sieht in Kulturinstitutionen nicht mehr nur ein „Forum für die Präsentation von schönen und kontemplativen Dingen“, da diese seiner Meinung nach „in einer komplexen Welt mit ebenso komplexen sozialen, ökologischen und ökonomischen Herausforderungen“ viel mehr eine „zeitgemäße Diskursplattformen für die künstlerische Auseinandersetzung mit gesellschaftlichen Entwicklungen und Veränderungen im Zeitalter der Globalisierung“ sein sollten. Moderne und zeitgenössische Kunst könne mit ihren Fragestellungen, Angeboten an Erkenntnis und Bewusstsein dieser Herausforderung begegnen. Dies zu ermöglichen sieht Beitin als Ziel seiner kuratorischen Praxis.

## Auszeichnungen

### 2017 – Justus-Bier-Preis für Kuratoren
Für die Mies-van-der-Rohe-Ausstellung 2017 erhielten Andreas Beitin, Brigitte Franzen und Holger Otten den Justus-Bier-Preis für Kuratoren. Ausgezeichnet wurden sowohl das Projekt als auch die mit der Ausstellung einhergehende Publikation „Mies van der Rohe: Montage Collage“. Die Jury begründete dies wie folgt: „Der Justus-Bier-Preis widmet sich Ausstellungsprojekten und Publikationen, die durch eine originelle Themenstellung und eine fundierte fachliche Aufarbeitung beeindrucken. Beides ist nach Meinung der Jury mit dem Projekt zu den Montagen und Collagen von Mies van der Rohe beispielhaft gelungen. Zwar ist Mies van der Rohe ein weltbekannter Architekt, dessen Werk bis heute Anlass für unzählige Untersuchungen bildet, allerdings fehlte bislang eine systematische monografische Gesamtdarstellung seiner Collagen und Fotomontagen. Dies ist umso bemerkenswerter, als gerade dieser Teil des Werkes einen umfassenden Einblick in das Denken Mies van der Rohes bietet. Den Herausgebern gelingt es, eben jenen panoramatischen Aspekt dieser Werkgruppe mustergültig deutlich zu machen.“

### 2018 – Ausstellung des Jahres
„Flashes of the Future. Die Kunst der 68er oder Die Macht der Ohnmächtigen.“ wurde von der deutschen Sektion des Internationalen Kunstkritikerverbandes AICA Deutschland e. V. 2018 zur Ausstellung des Jahres gewählt. „Die von Andreas Beitin (Aachen) und Eckhart Gillen (Berlin) erarbeitete Ausstellung entfaltete in über 200 Werken ein nie zuvor so umfassendes Panorama der Kunst um 1968 in all ihren Stilrichtungen. Während die Erinnerung an das Jahr 1968 in politischer Hinsicht meist auf die Studentenrevolte eingeengt ist, zeigten die Kuratoren, dass sich der gesellschaftliche Umbruch, der 1968 seinen Ausgang nahm, in der Kunst lange zuvor angekündigt hatte. Ein umfangreicher Katalog analysiert und erläutert in rund 60 Beiträgen Kunst, Politik und Gesellschaft jener Zeit. Eine so vollständige und differenzierte Bestandaufnahme der damaligen kulturellen Situation kann wohl erst im Abstand von einem halben Jahrhundert gelingen.“

### 2018 – Museum des Jahres
2018 wurde unter der Leitung von Beitin das Ludwig-Forum für Internationale Kunst von der deutschen Sektion des Internationalen Kunstkritikerverbandes (AICA) zum Museum des Jahres 2018 gewählt. Begründung der Jury: „Unter der aktuellen Leitung von Andreas Beitin fiel das Ludwig Forum vor allem durch gut präsentierte und recherchierte thematische Sonderausstellungen auf, die künstlerische Strömungen der Gegenwart und jüngeren Vergangenheit in neuem Licht zeigen und dabei auch kulturelle und politische Kontexte veranschaulichen.“

### 2023 – Ausstellung des Jahres 2023
Am 10. April 2024 wurde in Köln im Auktionshaus VAN HAM der ART-Kuratorenpreis für die beste Ausstellung 2023 an Andreas Beitin (Ideengeber und Kurator der Ausstellung) und Elena Engelbrechter (Co-Kuratorin der Ausstellung) für Re-Inventing Piet. Mondrian und die Folgen verliehen. Die renommiert besetzte Jury (bestehend aus Kathleen Rahn (Marta Herford), Christoph Grunenberg (Kunsthalle Bremen), Brigitte Kölle (Hamburger Kunsthalle), Stefan Koldehoff (Deutschlandfunk) und Tim Sommer (Kunstmagazin ART)) wählte die Schau aus allen Ausstellungen des vergangenen Jahres in Deutschland, Österreich und der Schweiz aus und zeichnete sie schließlich aus einer Shortlist von zwölf Nominierungen als die beste Ausstellung aus. Überreicht wurde den beiden Ausgezeichneten die neue Preisskulptur des Düsseldorfer Künstlers Jan Albers. Die Laudatio auf die Preisträger hielt der Kunstwissenschaftler Wolfgang Ullrich. Das größte europäische Kunstmagazin art vergab diesen Preis zum sechsten Mal.

## Ausstellungen (Auswahl)
- Re-Inventing Piet. Mondrian und die Folgen, (mit Elena Engelbrechter), Kunstmuseum Wolfsburg, 11.03. – 16.07.2023
- Empowerment, (mit Katharina Koch und Uta Ruhkamp), Kunstmuseum Wolfsburg, 10.09.2022 – 08.01.2023
- Macht! Licht!, (mit Holger Broeker), Kunstmuseum Wolfsburg, 12.03. – 10.07.2022
- True Pictures? LaToya Ruby Frazier, Kunstmuseum Wolfsburg, 30.10.2021 – 10.04.2022
- Oil. Schönheit und Schrecken des Erdölzeitalters, (mit Alexander Klose und Benjamin Steininger), Kunstmuseum Wolfsburg, 04.09.2021 – 09.01.2022
- Barbara Kasten. Works, Kunstmuseum Wolfsburg, 21.03. – 08.11.2020
- Ryoji Ikeda. data-verse, Kunstmuseum Wolfsburg, 07.12.2019 – 29.03.2020
- Die Lust der Täuschung. Von antiker Kunst bis zur Virtual Reality, (mit Roger Diederen und Annette Lagler), Ludwig Forum für Internationale Kunst Aachen, 22.02. – 30.06.2019[13][14]
- Flashes of the Future – Die Kunst der 68er oder Die Macht der Ohnmächtigen, (mit Eckhart Gillen), Ludwig Forum für Internationale Kunst Aachen, 20.04. – 19.08.2018, (Schirmherr der Ausstellung: Bundespräsident Frank-Walter Steinmeier)[15]
- Kunst x Kuba – Zeitgenössische Positionen seit 1989, (mit Tonel (Antonio Eligio Fernández)), Ludwig Forum für Internationale Kunst Aachen, 08.09.2017 – 18.02.2018[16]
- Armin Linke – The Appearance of That Which Cannot Be Seen, (mit Annette Lagler), Ludwig Forum für Internationale Kunst Aachen, 24.03. – 18.06.2017[17]
- Franz Erhard Walther – Handlung denken, (mit Esther Boehle), Ludwig Forum für Internationale Kunst Aachen, 02.06. – 29.10.2017[18]
- Erik Levine – As a Matter of Fact, Ludwig Forum für Internationale Kunst Aachen, 19.05. – 24.09.2017[19]
- Mies van der Rohe. Die Collagen aus dem MoMA, (mit Holger Otten), Ludwig Forum für Internationale Kunst Aachen, 28.10.2016 – 12.02.2017
- Refugees In A State Apartment, ZKM Vorplatz, 10.12.2015 – 07.02.2016[20]
- Globale: Die Stadt ist der Star – Kunst an der Baustelle, (mit Peter Weibel), Karlsruhe, Innenstadt, 19.06. – 27.09.2015[21]
- Lynn Hershman Leeson. Civic Radar, (mit Peter Weibel), ZKM | Museum für Neue Kunst, 14.06. – 15.11.2015[22]
- Gianfranco Baruchello. Certain Ideas, (mit Peter Weibel), ZKM | Museum für Neue Kunst, 01.11.2014 – 06.04.2015[23]
- Fünfhochzwei. Werke aus der Sammlung des ZKM, Vertretung des Landes Baden-Württemberg beim Bund in Berlin, 04.06. – 01.07.2014[24]
- global aCtIVISm, (mit Peter Weibel, Andrea Buddensieg, Elisabeth Klotz, Joulia Strauss, Tatiana Volkova und Philipp Ziegler), ZKM | Museum für Neue Kunst, 14.12.2013 – 30.03.2014[25]
- Matthew Day Jackson. Total Accomplishment, (mit Martin Hartung), ZKM | Museum für Neue Kunst, 18.05. – 10.11.2013[26]
- Werner Büttner. Gemeine Wahrheiten, (mit Peter Weibel), ZKM | Museum für Neue Kunst, 06.04. – 22.09.2013[27]
- Franz Erhard Walther. Raum durch Handlung, (mit Peter Weibel), ZKM | Museum für Neue Kunst, 26.05. – 07.10.2012[28]
- Hirschfaktor. „Die Kunst des Zitierens“, ZKM | Museum für Neue Kunst, 22.10.2011 – 10.02.2013[29]
- Vision. Das Sehen (mit Peter Weibel), im Rahmen von pèlerinages. Kunstfest Weimar, Neues Museum Weimar, 21.08. – 16.10.2011[30]
- Lee Bontecou. Insights, ZKM | Museum für Neue Kunst, 28.05. – 25.09.2011[31]
- Mischa Kuball. platon's mirror, ZKM | Museum für Neue Kunst, 13.02. – 03.04.2011[32]
- Elmgreen & Dragset. Celebrity–The One and the Many, ZKM | Museum für Neue Kunst, 07.11.2010 – 27.03.2011[33]
- Vor dem ZKM, ZKM | Museum für Neue Kunst, 03.10.2010 – 03.04.2011[34]
- Architektur und Identität, ZKM | Museum für Neue Kunst, 07.11.2010 – 09.01.2011[35]
- Fast Forward II. Medienkunst aus der Sammlung Ingvild Goetz, (mit Ingvild Goetz, Stephan Urbaschek, Peter Weibel und Gregor Jansen), ZKM | Museum für Neue Kunst, 18.06. – 03.10.2010[36]
- Jürgen Klauke. Ästhetische Paranoia, (mit Peter Weibel), ZKM | Museum für Neue Kunst, 13.05. – 03.10.2010
- Magnet – Thorbjørn Lausten's Visual Systems, ZKM | Museum für Neue Kunst, 10.05. – 19.10.2008[37]
- Mischa Kuball: ReMix/BrocaII, ZKM | Museum für Neue Kunst, 31.03. – 13.05.2007[38]
- Mein Gen, das hat fünf Ecken..., (mit Gregor Jansen), ZKM | Museum für Neue Kunst, 31.03. – 13.05.2007[39]
- Faster! Bigger! Better! light, (mit Gregor Jansen, Anne Däuper und Yvonne Ziegler), ZKM | Museum für Neue Kunst, 10.01. – 01.05.2007[40]
- Faster! Bigger! Better!, (mit Gregor Jansen, Anne Däuper und Yvonne Ziegler), ZKM | Museum für Neue Kunst, 24.09.2006 – 07.01.2007[41]
- Lichtkunst aus Kunstlicht. Kuratoren: Peter Weibel und Gregor Jansen. ZKM | Museum für Neue Kunst, 19.11.2005 – 06.08.2006
- Exit. Ausstieg aus dem Bild, (mit Ingrid Leonie Severin und Yvonne Ziegler), ZKM | Museum für Neue Kunst, 14.01. – 03.10.2005

## Publikationen (Herausgeberschaften, Auswahl)
- Re-Inventing Piet. Mondrian und die Folgen (hg. von Andreas Beitin und René Zechlin), dt. und engl. Ausgabe, 320 S., Köln, 2023
- Macht! Licht! (hg. v. Andreas Beitin), dt. und engl. Ausgabe, je 256 S., Köln, 2022
- Oil. Schönheit und Schrecken des Erdölzeitalters (hg. v. Andreas Beitin, Alexander Klose und Benjamin Steininger), dt. und engl. Ausgabe, je 400 S., Köln, 2022
- Mischa Kuball. ReferenzRäume (hg. v. Andreas Beitin, Holger Broeker und Fritz Emslander), dt. und engl. Ausgabe, 360 S., Köln 2021
- Barbara Kasten. Works (hg. v. Andreas Beitin), dt. und engl. Ausgabe, 256 S., Köln, 2020
- Now Is the Time. Kunstmuseum Wolfsburg – die Sammlung (hg. v. Andreas Beitin und Holger Broeker), dt. und engl. Ausgabe, je 500 S., Ostfildern, 2019
- Lust der Täuschung. Von antiker Kunst bis zur Virtual Reality (hg. v. Andreas Beitin und Roger Diederen), 264 S., München, 2018 (ISBN 978-3-7774-3139-0)
- Flashes of the Future. Die Kunst der 68er oder Die Macht der Ohnmächtigen (hg. v. Andreas Beitin und Eckhart Gillen), dt. und engl. Ausgabe, je 592 S., Bonn, 2018 (ISBN 978-3-8389-7172-8)[42]
- Kunst x Kuba. Zeitgenössische Positionen seit 1989, (hg. v. Andreas Beitin), dt./engl. und span. Ausgabe, 307 S., Köln, 2018 (ISBN 978-3-86832-414-3)
- Mies van der Rohe – Montage, Collage (hg. v. Andreas Beitin, Wolf Eiermann und Brigitte Franzen), dt. und engl. Ausgabe, 263 S., London, 2017
- Erik Levine – As a Matter of Fact (hg. v. Andreas Beitin und Leonhard Emmerling), dt. und engl. Ausgabe, 144 S., Wien, 2017 (ISBN 978-3-903153-47-9)
- Dystotal (hg. v. Andreas Beitin, Esther Boehle und Esko Nummelin), dt. und engl. Ausgabe, 342 S., London, Köln, 2016
- Matthew Day Jackson. Total Accomplishment (hg. v. Andreas Beitin und Martin Hartung), engl., 373 S., Berlin, 2014
- Gemeine Wahrheiten. Werner Büttner (hg. v. Andreas Beitin und Peter Weibel), dt. und engl. Ausgabe, 518 S., Ostfildern, 2013
- Bernhard Sandfort. Produzentengalerie - dialogische Malerei - Museum der Fragen (hg. v. Andreas Beitin und Peter Weibel), 71 S., Heidelberg, 2012
- Platons Spiegel und die Aktualität des Höhlengleichnisses (hg. v. Andreas Beitin, Leonhard Emmerling und Blair French), dt. und engl. Ausgabe, je 379 S., Köln, 2012
- Elmgreen & Dragset. Trilogy (hg. v. Andreas Beitin und Peter Weibel), engl., 381 S., Köln, 2011
- Der Schrei : Kunst- und Kulturgeschichte eines Schlüsselmotivs in der deutschen Malerei und Grafik des 20. Jahrhunderts | Münster: Westfälischen Wilhelms-Universität, 2004 PDF